# Flanders Grand Prix
De Flanders Grand Prix is een internationaal inline-skatingtoernooi in Zandvoorde, een deelgemeente van Oostende.
Deze driedaagse werd in 1969 voor het eerst georganiseerd door Zwaantjes Roller Club Zandvoorde om de lokale jeugd internationale ervaring te laten opdoen. Alle wedstrijden vinden plaats op de snelle 200 meter piste in het Keignaertstadion, een van de snelste pistes ter wereld, met uitzondering van de wedstrijden op zondagvoormiddag die in de dorpskern worden verreden.

## Erelijst
| Winnaars | Winnaars | Winnaars              | Winnaars                |
| Editie   | Jaar     | Dames                 | Heren                   |
| -------- | -------- | --------------------- | ----------------------- |
| 1        | 1969     | Josette Lambrechts    | Jacques Houssais        |
| 2        | 1970     | Annie Lambrechts      | Jacques Houssais        |
| 3        | 1971     | Annie Lambrechts      | Roland Deroo            |
| 4        | 1972     | Annie Lambrechts      | Roland Deroo            |
| 5        | 1973     | Marie-Claire Vandamme | Frank Vandersteene      |
| 6        | 1974     | Marie-Claire Vandamme | Roland Deroo            |
| 7        | 1975     | Annie Lambrechts      | Roland Deroo            |
| 8        | 1976     | Josette Lambrechts    | Roland Deroo            |
| 9        | 1977     | Annie Lambrechts      | Luc Vanhenden           |
| 10       | 1978     | Annie Lambrechts      | Danny Vandeperre        |
| 11       | 1979     | Els Vanhoutte         | Marc Decraemer          |
| 12       | 1980     | Annie Lambrechts      | Roland Deroo            |
| 13       | 1981     | Ann Van Hoornweder    | Ramon Gonzales          |
| 14       | 1982     | Dominique Van Quathem | Jan Van Hoornweder      |
| 15       | 1983     | Hilde Van Hoornweder  | Jan Van Hoornweder      |
| 16       | 1984     | Dominique Van Quathem | Dimitri Vancauwenberghe |
| 17       | 1985     | Ann Van Hoornweder    | Eric Vermeire           |
| 18       | 1986     | Ann Van Hoornweder    | Jo Abraham              |
| 19       | 1987     | Nancy Boden           | Dirk Vancaelenberg      |
| 20       | 1988     | Hilde Van Hoornweder  | Danny Van de Perre      |
| 21       | 1989     | Inge Dehertoghe       | Nordine Saïdou          |
| 22       | 1990     | Katia Baert           | Tony Marriot            |
| 23       | 1991     | Ilka Briffaerts       | Glenn Focke             |
| 24       | 1992     | Wendy Goovaerts       | Arnaud Gicquel          |
| 25       | 1993     | Hilde Goovaerts       | Glenn Focke             |
| 26       | 1994     | Kristel Dehertoghe    | Peter De Langhe         |
| 27       | 1995     | Marij Boenders        | Arjan Smit              |
| 28       | 1996     | Hilde Goovaerts       | Frank Fiers             |
| 29       | 1997     | Hilde Goovaerts       | Davy Willems            |

| Winnaars | Winnaars | Winnaars                                  | Winnaars                                  |
| Editie   | Jaar     | Dames                                     | Heren                                     |
| -------- | -------- | ----------------------------------------- | ----------------------------------------- |
| 30       | 1998     | Hilde Goovaerts                           | Wouter Hebbrecht                          |
| 31       | 1999     | Anja Decoster                             | Renaat Demeter                            |
| 32       | 2000     | Allessandra Susmeli                       | Wouter Hebbrecht                          |
| 33       | 2001     | Allessia Tagliapietra                     | Stijn Van Hove                            |
| 34       | 2002     | Caroline Boue                             | Scott Arlidge                             |
| 35       | 2003     | Britta Vantournhout                       | Thomas Boucher                            |
| 36       | 2004     | Britta Vantournhout                       | Michael Byrne                             |
| 37       | 2005     | Nele Armée                                | Florent Babault                           |
| 38       | 2006     | Nele Armée                                | Kwinten Tas                               |
| 39       | 2007     | Jessica Gaudesaboos                       | Giovanni Conte                            |
| 40       | 2008     | Laetitia Le Bihan                         | Bart Swings                               |
| 41       | 2009     | Jessica Gaudesaboos                       | Scott Arlidge                             |
| 42       | 2010     | Sabine Berg                               | Kwinten Tas                               |
| 43       | 2011     | Nele Armée                                | Felix Rijhnen                             |
| 44       | 2012     | Justine Halbout                           | Bart Swings                               |
| 45       | 2013     | Tina Strüver                              | Joris Gardères                            |
| 46       | 2014     | Sandrine Tas                              | Bart Swings                               |
| 47       | 2015     | Sandrine Tas                              | Bart Swings                               |
| 48       | 2016     | Sandrine Tas                              | Bart Swings                               |
| 49       | 2017     | Sandrine Tas                              | Peter Michael                             |
| 50       | 2018     | Larissa Gaiser                            | Diogo Marreiros                           |
| 51       | 2019     | Sandrine Tas                              | Indra Médard                              |
| 52       | 2020     | Afgelast omwille van de COVID-19-pandemie | Afgelast omwille van de COVID-19-pandemie |
| 53       | 2021     | Sandrine Tas                              | Jason Suttels                             |
| 54       | 2022     | Sandrine Tas                              | Indra Médard                              |
| 55       | 2023     | Lianne Van Loon                           | Indra Médard                              |
| 56       | 2024     | Gabriela Vargas                           | Patxi Cabello Peula                       |
| 57       | 2025     | Yineth Rodriguez                          | Hugo Morin                                |